# Saint-Just-en-Bas
Saint-Just-en-Bas là một xã trong tỉnh Loire miền trung nước Pháp.